# Eichhof (Coburg)
Eichhof  ist ein westlicher Gemeindeteil der oberfränkischen Stadt Coburg, der 1868 mit dem Nachbarort Scheuerfeld vereinigt wurde.

## Geografie
Das Dorf liegt etwa drei Kilometer westlich von Coburg, nördlich von Scheuerfeld. Der historische Kern, das Schloss Eichhof, befindet sich auf einem spornartig ins Tal ragenden Hügel über einem vom Güßbach durchflossenen Wiesengrund. Der Ort war wohl aufgrund seiner Lage schon früh besiedelt.

## Geschichte
Die Geschichte Eichhofs ist durch die Herren des Ritterguts geprägt. 1317 standen im Urbarium, einer Auflistung von Besitzungen der Henneberger beim Erwerb der Neuen Herrschaft, auch Sachstände in Eichhof. Die Siedlung war im 12. Jahrhundert dem Zentgericht Lauter zugeordnet. 1440 folgte eine urkundliche Erwähnung mit „Peter von Eychoff“, der damals das Coburger Bürgerrecht erwarb. Der Ortsname kann aufgrund der Lage als „Hof an der Ach“ (Mittelhochdeutsch für Wasser und Bach) gedeutet werden.
Mitte des 15. Jahrhunderts hatte sich die Siedlung zu einem Rittergut entwickelt. 1516 erwarb das Kloster Mönchröden das Anwesen, das 1595 aus einem Pachthof und einer Sölde bestand. 1597 schenkte Herzog Johann Casimir den Besitz des fürstlichen Klosteramtes Mönchröden zusammen mit dem Dorf Scheuerfeld seinem Rentmeister Nicolaus Zech. Durch Heirat seiner Tochter Helene mit Johann Christian von Merklin kamen Eichhof und Scheuerfeld nach 1615 in Merklin'schen Familienbesitz. Im Dreißigjährigen Krieg wurde der Ort zerstört. Die Familie Merklin teilte 1676 das Gesamterbe auf. In der Folge bekam das Rittergut Eichhof, dem die Knochenmühle zugeschlagen wurde, eine eigene Verwaltung und Gerichtsbarkeit. Kirchlich und schulisch blieben Scheuerfeld und Eichhof verbunden.

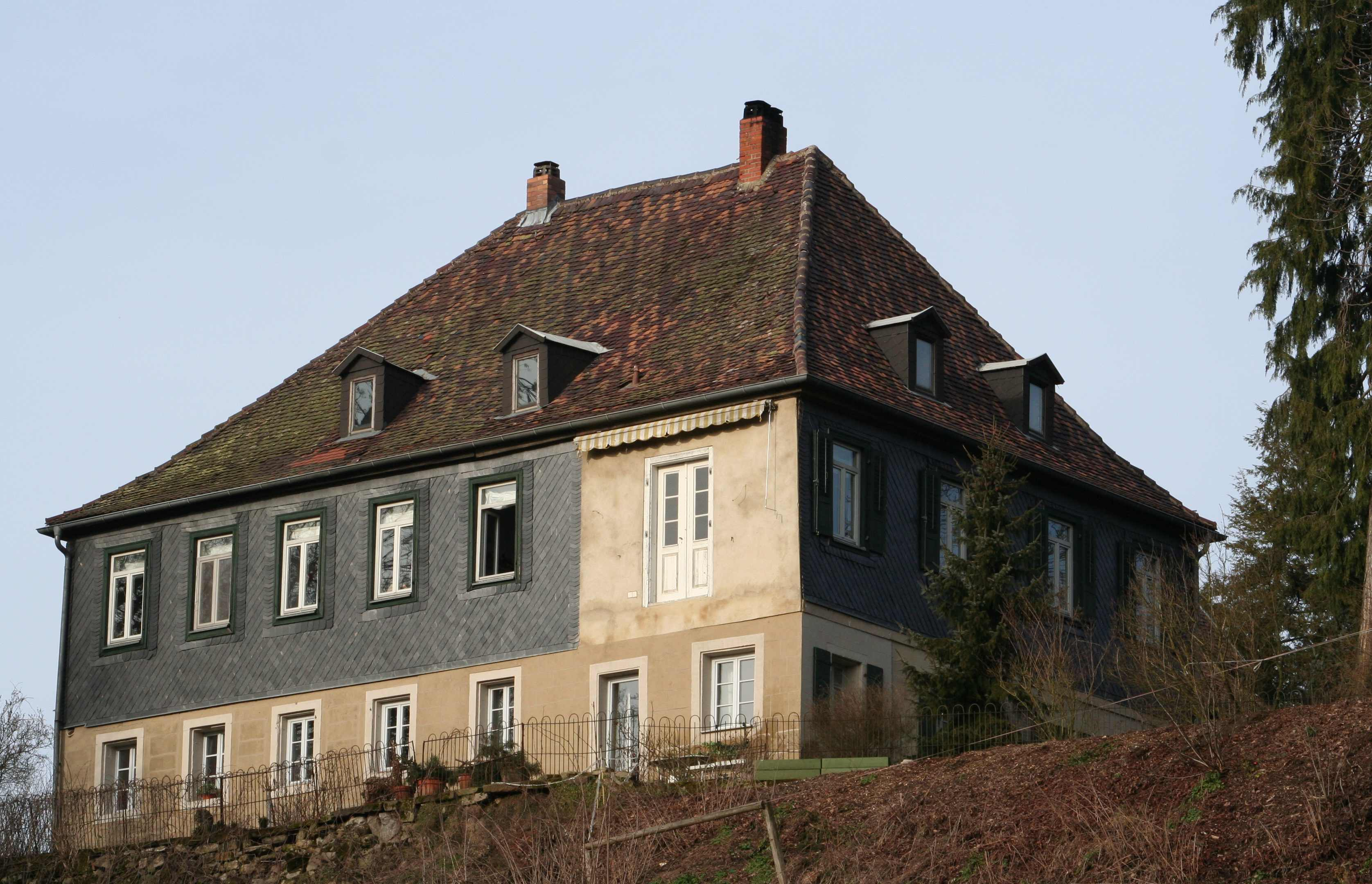
Schloss Eichhof

1733 vergrößerte Friedrich Christian von Merklin das Gut durch Ankauf der oberen Lämmereller, auf dem die Lämmermühle errichtet wurde, und des Vogelherdes ein Jahr später. Im 18. Jahrhundert erhielt das Schloss, eine Zweiflügelanlage, sein derzeitiges Aussehen. Ab 1770 waren die Gutsherren bürgerliche. 1852 bestand Eichhof unter anderem aus dem zweistöckigen Schloss mit angebautem Flügel, einem Schafhaus, einem Gewächs- und Gärtnerhaus, einem Waschhaus, einem Brauhaus mit Backofen und Hausmannswohnung, vier Tropfhäusern und einem Wohnhaus. 1864 erwarb das herzogliche Domänenamt das Rittergut und verpachtete es an Herzog Ernst II. Der veranlasste die Umsiedlung der Tropfhäuser aus dem Schlossbereich an die heutige Weidacher Straße, wo auch ein Gemeindehaus samt daneben stehendem Backhaus entstanden ist.
1868 wurde die Gemeinde Eichhof, ohne das Domänengut, im Zuge der ersten Gebietsreform im Coburger Land mit der Gemeinde Scheuerfeld vereinigt. Nach dem Abfindungsvertrag von 1919 verblieben von dem etwa 100 Hektar großen Rittergut das Schloss mit neun Hektar Grundstück im Eigentum des Hauses Coburg, das 1985 das Anwesen verkaufte. 1926 folgte gemäß Verfügung des Bayerischen Staatsministeriums die Eingemeindung des Rittergutes.
1837 zählte das Dorf 72 Einwohner, 1864 waren es mit Lämmer- und Knochenmühle 74. 1925 zählte Eichhof 83 Personen und 16 Wohngebäude. Die evangelische Kirche und Schule befanden sich im 0,9 Kilometer entfernten Scheuerfeld. 1950 hatte das Dorf 169 Einwohner sowie 26 Wohngebäude und 1961 187 Einwohner sowie 35 Wohngebäude.

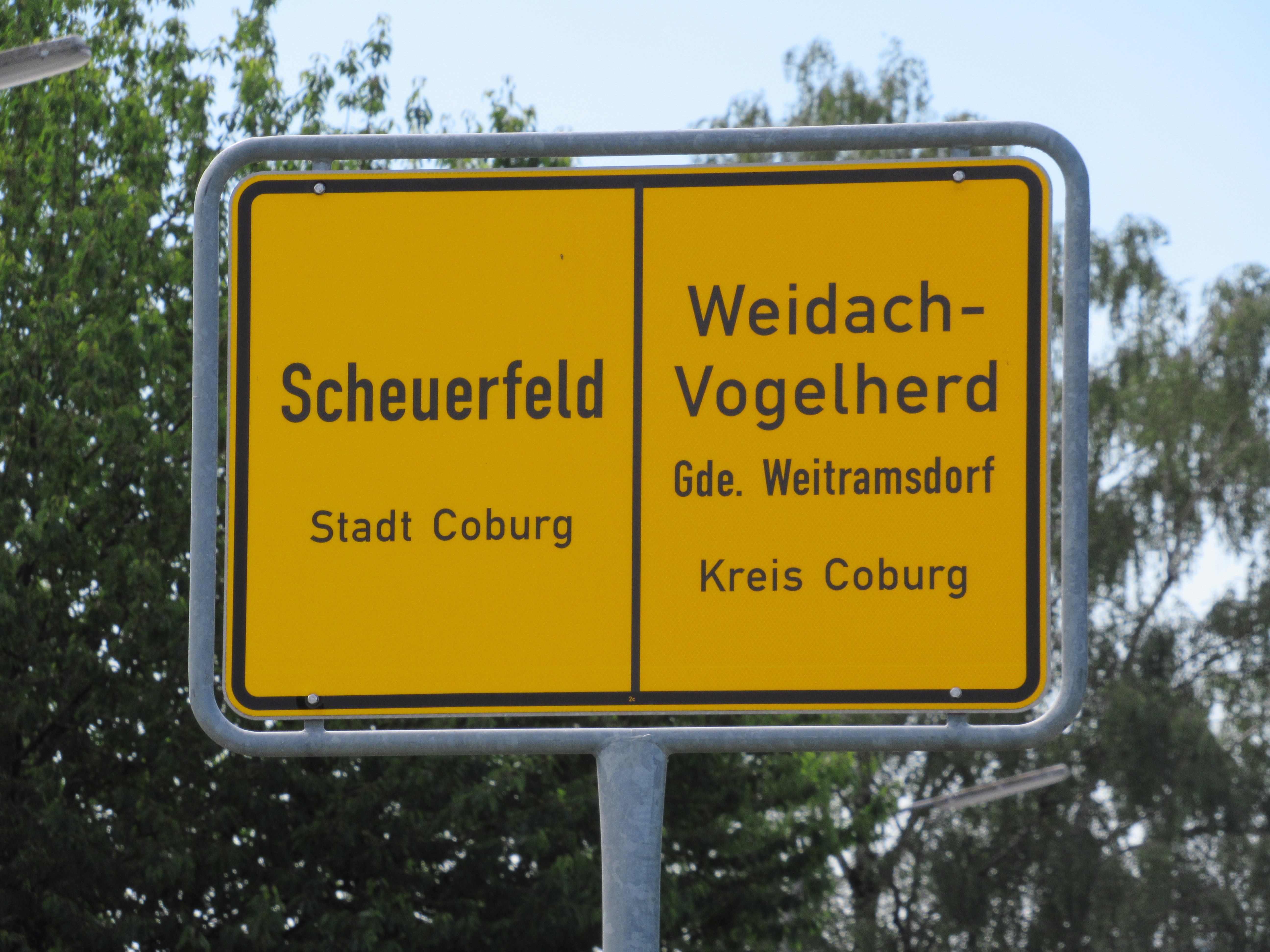
Zweispaltiges Ortsschild zwischen Eichhof und Vogelherd

Im Zuge der Gebietsreform wurden Scheuerfeld und sein Gemeindeteil Eichhof am 1. Juli 1972 in die Stadt Coburg eingegliedert. Die beiden Orte waren inzwischen zusammengewachsen. Südwestlich von Eichhof direkt an der Flurgrenze wurde ab 1954 der Weidacher Ortsteil Vogelherd angelegt.